# Günther Eger
Pour les articles homonymes, voir Eger.
Günther Eger, né le 7 septembre 1964 à Tegernsee, est un bobeur allemand.

## Carrière
Aux Jeux olympiques de 1992 organisés à Albertville en France, lors de sa seule participation olympique, Günther Eger remporte la médaille de bronze en bob à deux avec Christoph Langen.

## Palmarès

### Jeux Olympiques
- : médaillé de bronze en bob à 4 aux JO 1992.